# Karen Valentine
 (septembre 2019).
Pour les articles homonymes, voir Valentine.
Karen Valentine (née le 25 mai 1947) est une actrice américaine. Elle est surtout connue pour son rôle d'enseignante idéaliste, Alice Johnson, dans la série télévisée de comédie d'ABC Room 222 de 1969 à 1974, pour laquelle elle remporte le 'Primetime Emmy Award dans la catégorie « Comédienne dans une série humoristique » en 1970. En 1971, elle est nommée pour le même rôle aux Golden Globes. Elle apparaît ensuite dans Karen (1975), une sitcom de courte durée, et joue un rôle de premier plan dans les films Disney Tête brûlée et pied tendre (Hot Lead and Cold Feet) (1978) et The North Avenue Irregulars (1979).

## Jeunesse
Valentine naît à Sebastopol, en Californie, le 25 mai 1947. Elle est d'origine portugaise et son grand-père change de nom de famille avant sa naissance, passant de Valentin à Valentine. 

## Carrière
En 1966-1967, elle commence sa carrière à la télévision en tant que « Resident Dream Girl » dans Dream Girl of '67, en remplacement de Adams Beverly dès le premier jour de diffusion en face des animateurs Dick Stewart et Wink Martindale. Elle apparaît également dans une autre émission de Chuck Barris, The Dating Game.
En 1969, Valentine remporte son rôle d'enseignante dans la série télévisée ABC Room 222 aux côtés de Lloyd Haynes et Michael Constantine. Elle est repérée par Gene Reynolds, le réalisateur du film, qui l'a vue faire du playback lors de la répétition et qui l'a trouvée drôle. Elle est nommée à deux reprises pour un Emmy Awards et une fois pour un Golden Globe, remportant un Emmy en 1970 pour « meilleure actrice dans un second rôle dans une série télévisée comique ». 
Karen Valentine joue ensuite dans sa propre série télévisée, Karen, en 1975. Elle joue le rôle de Gidget dans le film Gidget Grows Up en 1969, le rôle principal dans Muggable Mary (1982), une histoire vraie saluée par la critique, et apparaît dans de nombreux autres films télévisés, parmi lesquels The Daughters of Joshua Cabe (1972), Coffee, Tea or Me? (1973), The Girl Who Came Gift-Wrapped (1974), Murder at the World Series (1977), Go West, Young Girl (1978) et Skeezer (1982). Valentine est une habituée du jeu télévisé Hollywood Squares entre 1971 et 1977 sur NBC TV et en syndication, échangeant souvent des plaisanteries avec Paul Lynde. Elle joue dans de nombreuses séries, dont Starsky et Hutch (1978), Baretta, McMillan, Cybill et Murder, ainsi que dans plusieurs épisodes de La croisière s'amuse et Love, American Style. Elle a joué un rôle de premier plan dans le 25e épisode de la troisième saison de la reprise de La Cinquième Dimension en 1985, intitulé Many, Many Monkeys.
Parmi ses longs métrages figurent Forever Young, Forever Free (1975), Tête brûlée et pied tendre (1978), The North Avenue Irregulars (1979) et The Power Within (1995). Elle décroche également de nombreux rôles principaux dans des films destinés à la télévision. 
Valentine continue de travailler à la télévision et sur scène. Elle partage la vedette avec John Larroquette dans un film télévisé de 2004, diffusé par Hallmark Channel, Mariage Express. Elle joue dans de nombreuses pièces de théâtre, notamment Romantic Comedy à Broadway, Breaking Legs à Broadway et Potins de femmes à Los Angeles.